# الجامعة التقنية الوسطى
الجامعة التقنية الوسطى هي جامعة تقنية حكومية عراقية تأسست تأسست عام 1955، تضم كليات تقنية وتطبيقية في محافظة بغداد ومعاهد في محافظات بغداد والأنبار واسط وديالى.
أقدم معاهدها هو المعهد الطبي التقني في بغداد تأسس عام 1966 كما أن الكلية التقنية الهندسية تأسست عام 1993.

## تاريخ
في شهر نيسان من سنة 1955 تقدمت الجمعية العراقية الامريكية بطلب إلى وزارة المعارف لإنشاء الجامعة وحصلت على الموافقة، أطلق على الجامعة الجديدة أسم جامعة الحكمة وابتدأت بثلاثة اقسام: ادارة الاعمال والهندسة والفنون الحرة بالاضافة إلى قسم ثانوي يعنى بالدراسات العربية.
في سنة 1969 صدر قانون تأميم جامعة الحكمة والحاقها بجامعة بغداد كما صدر قانون ثان بتأسيس معهد التكنولوجيا- بغداد الذي استحوذ على حرم جامعة الحكمة. أصبح المعهد لاحقا نواة لتأسيس ماعرف سابقأً بهيئة المعاهد الفنية وبعدها بهيئة التعليم التقني.

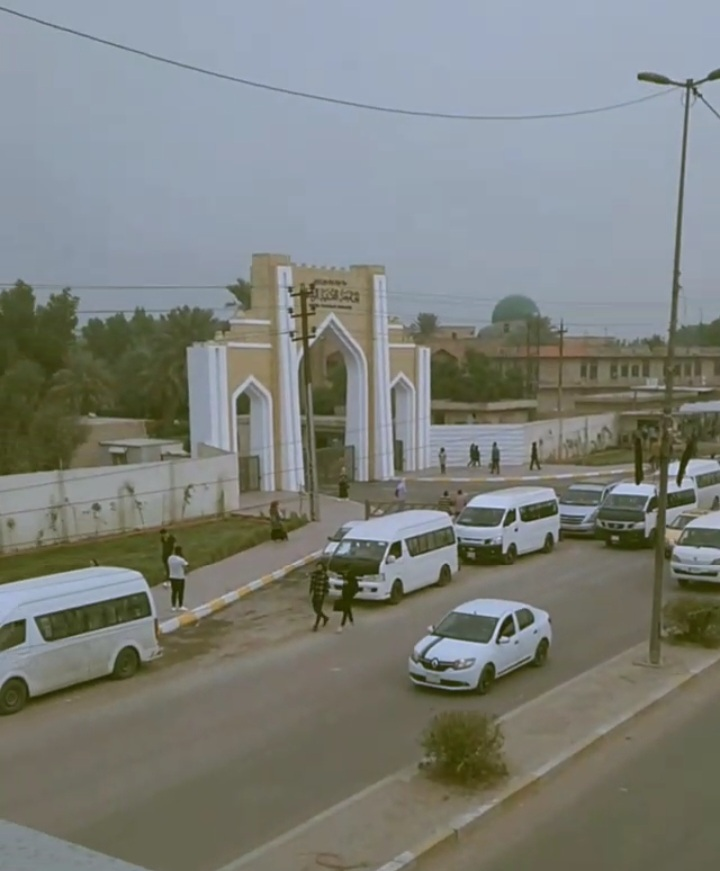
البوابة الرئيسية لكلية التقنية الهندسية في منطقة الزعفرانية في محافظة بغداد

في عام 2014 صدر قانون آخر قسمت بموجبه الجامعة إلى أربع جامعات تقنية وهي: الجامعات الشمالية، الوسطى، الفرات الأوسط، والجامعة الفنية الجنوبية. ورثت جامعة الشرق الأوسط حرم جامعة الحكمة في بغداد. وهي تضم اليوم ست كليات ومعاهد تقنية ولديها حرم جامعي إضافي في أربع مقاطعات أخرى.

## الكليات
| الكلية                                         | العنوان | سنة التأسيس | الأقسام | الموقع                                                                 |
| ---------------------------------------------- | ------- | ----------- | --- | ---------------------------------------------------------------------- |
| الكلية التقنية الهندسية                        | بغداد   | 1993        | هندسة تقنيات الميكانيك التطبيقي هندسة تقنيات المساحة هندسة تقنيات ميكانيك القدرة هندسة تقنيات المواد هندسة تقنيات الميكاترونكس هندسة تقنيات البناء والانشاءات هندسة تقنيات الوقود والطاقه | http://toc.edu.iq/                                                     |
| كلية التقنيات الصحية والطبية                   | بغداد   | 1995        | تقنيات التخدير تقنيات صحة المجتمع تقنيات العلاج الطبيعي تقنيات الاشعة تقنيات صناعة الاسنان تقنيات المختبرات الطبية تقنيات البصريات                                                        | https://web.archive.org/web/20180323093016/http://healthtech.edu.iq/   |
| كلية التقنيات الهندسية الكهربائية والالكترونية | بغداد   | 1999        | هندسة تقنيات الحاسبات/ شبكات الاتصالات هندسة تقنيات الحاسبات/ إلكترونيات الحاسوب هندسة تقنيات القدرة الاكهربائية هندسة تقنيات الاجهزة الطبية                                              | https://web.archive.org/web/20171016102348/http://www.coleetech.net/   |
| الكلية التقنية الإدارية                        | بغداد   | 2000        | تقنيات العمليات تقنيات المالية والمحاسبية تقنيات المعلوماتيبة تقنيات الجودة الشاملة | https://web.archive.org/web/20160315040127/http://www.techman-bag.org/ |
| كلية الفنون التطبيقية                          | بغداد   | 2007        | تقنيات التصميم الداخلي تقنيات الإعلان | -                                                                      |

## المعاهد
| المعهد                       | العنوان                   | سنة التأسيس | الأقسام | الموقع                                                           |
| ---------------------------- | ------------------------- | ----------- | --- | ---------------------------------------------------------------- |
| المعهد الطبي التقني          | باب المعظم، بغداد         | 1966        | صناعة الاسنان وقاية الاسنان صحة مجتمع التأهيل والعلاج الطبيعي/ العلاج الطبيعي التأهيل والعلاج الطبيعي/ الاطراف والمساند رعاية ذوي الاحتياجات الخاصة الأشعة / الأشعة الأشعة / معالجة شعاعية التخدير التمريض / التمريض التمريض / القبالة والتوليد | https://imt.mtu.edu.iq                                           |
| المعهد الطبي التقني          | حي المنصور، بغداد         | 1988        | تقنيات التحليلات المرضية تقنيات الصيدلة تقنيات الإلكترونيك تقنيات فحص البصر تقنيات الإدارة الصحية تقنيات الأدلة الجنائية | -                                                                |
| معهد التكنولوجيا             | بغداد                     | 1969        | المساحة إلكترونيك الصناعات الكيمياوية/ تشغيل وحدات الصناعات الكيمياوية/ سلامة مهنية الموارد المائية / تشغيل مشاريع المياه الموارد المائية / تقنيات الري والبزل التقنيات الكهربائية / القوى التقنيات الكهربائية / شبكات التقنيات الكهربائية / مصاعد تقنيات الميكانيك / إنتاج تقنيات الميكانيك / لحام مكائن ومعدات / سيارات مكائن ومعدات / تبريد وتكييف مكائن ومعدات / قوى ميكانيكية مكائن ومعدات / الميكاترونكس التقنيات مدنية / بناء وإنشاءات التقنيات مدنية/ إنشاء طرق التقنيات مدنية/ رسم هندسي تكنولوجيا المعلومات | https://web.archive.org/web/20160419172206/http://itbaghdad.net/ |
| معهد الإدارة                 | الرصافة، بغداد            | 1969        | قسم المحاسبة قسم إدارة المكتب قسم تقنيات إدارة المواد قسم الإحصاء والمعلوماتية قسم أنظمة الحاسوب قسم تقنيات المالية والمصرفية قسم تقنيات المكتبات والمعلومات قسم الإدارة الرياضية | -                                                                |
| معهد الفنون التطبيقية        | الزعفرانية، بغداد         | 1969        | التصميم الطباعي تقنيات صناعة الملابس التصميم والتزيين المعماري فن المجوهرات تقنيات الخزف تقنيات تصميم الاقمشة | -                                                                |
| معهد الإدارة التقني          | الزعفرانية، بغداد         | 1976        | قسم تقنيات إدارة المواد (المخازن سابقا) قسم إدارة المكتب قسم الإدارة القانونية (الإدارة العدلية) قسم المحاسبة قسم السياحة وإدارة الفنادق معهد السياحة قسم أنظمة الحاسوب | -                                                                |
| المعهد التقني الطبي          | الرمادي، محافظة الأنبار   | -           | تقنيات صحة المجتمع | -                                                                |
| المعهد التقني التكنولوجي     | الصقلاوية، محافظة الأنبار | -           | التقنيات المدنية (بناء وإنشاءات) التقنيات الميكانيكية (الإنتاج) تقنيات المكائن والمعدات (سيارات) تقنيات الصناعات الكيمياوية (تشغيل وحدات صناعية) التقنيات الكهربائية (قوى كهربائية) | -                                                                |
| المعهد التقني الإداري        | الرمادي، محافظة الأنبار   | -           | تقنيات المحاسبة تقنيات إدارة المكاتب تقنيات إدارة المواد تقنيات نظم الحاسوب تقنيات الإدارة القانونية | -                                                                |
| المعهد التقني الإداري        | الكوت، محافظة واسط        | 1980        | قسم تقنيات المحاسبة قسم تقنيات إدارة المواد | -                                                                |
| المعهد التقني الطبي          | الكوت، محافظة واسط        | 1980        | قسم التحليلات المرضية قسم صحة المجتمع تقنيات التمريض | -                                                                |
| المعهد التقني التكنولوجي     | الكوت، محافظة واسط        | 1980        | قسم تقنيات المساحة قسم المكائن والمعدات - فرع السيارات قسم التقنيات الميكانيكية - فرع الإنتاج قسم تقنيات الموارد المائية - فرع الري والبزل قسم التقنيات الكهربائية - فرع القوى | -                                                                |
| معهد إعداد المدربين التقنيين | الزعفرانية، بغداد         | 1987        | قسم التقنيات الميكانيكية قسم تقنيات المكائن والمعدات قسم التقنيات الكهربائية قسم التقنيات الالكترونية | -                                                                |
| المعهد التقني الإداري        | الصويرة، محافظة واسط      | 1987        | قسم تقنيات المحاسبة | -                                                                |
| المعهد التقني الزراعي        | الصويرة، محافظة واسط      | 1987        | قسم تقنيات الإنتاج النباتي | -                                                                |
| المعهد التقني التكنولوجي     | الصويرة، محافظة واسط      | 1987        | قسم التقنيات الميكانيكة - فرع الإنتاج قسم التقنيات الميكانيكة - فرع الصيانة والتشغيل قسم المكائن والمعدات/السيارات قسم الكهرباء/القوى | -                                                                |
| المعهد التقني الإداري        | بعقوبة، محافظة ديإلى      | 1988        | تقنيات إدارة المواد تقنيات المحاسبة تقنيات أنظمة الحاسوب | http://www.techbaq.org/                                          |
| المعهد التقني الطبي          | بعقوبة، محافظة ديإلى      | 1988        | تقنيات صحة المجتمع تقنيات التمريض تقنيات التحليلات المرضية | http://www.techbaq.org/                                          |
| المعهد التقني التكنولوجي     | بعقوبة، محافظة ديإلى      | 1988        | التقنيات الكهربائية / القوى الكهربائية التقنيات الميكانيكية/ الإنتاج تقنيات المساحة تقنيات المكائن والمعدات/ السيارات | http://www.techbaq.org/                                          |